# نفيس أباد (رباطات)
نفیس أباد (بالفارسية: نفیس‌آباد) هي قرية تقع في إيران في قسم رباطات الريفي. يقدر عدد سكانها بـ 24 نسمة بحسب إحصاء 2016.